# Irina Jurjewna Blisnowa
Irina Jurjewna Blisnowa (russisch Ирина Юрьевна Близнова; * 6. Oktober 1986 in Krasnodar) ist eine ehemalige russische Handballspielerin.

## Karriere
Blisnowa spielte bis zum Sommer 2012 beim russischen Verein GK Lada Toljatti, mit dem sie 2005, 2006 und 2008 die russische Meisterschaft gewann. Weiterhin stand die Rückraumspielerin 2007 im Finale der EHF Champions League, scheiterte dort jedoch am dänischen Verein Slagelse DT. In der Saison 2009/10 pausierte sie aufgrund ihrer Schwangerschaft. Blisnowa brachte am 21. März 2010 eine Tochter zur Welt. Nach ihrer Rückkehr gewann sie mit Lada den EHF-Pokal 2012. Die darauffolgende Spielzeit setzte sie erneut schwangerschaftsbedingt aus. Ab dem Sommer 2014 gehörte Blisnowa wieder dem Aufgebot von Lada an. 2016 beendete sie ihre Karriere. In der Saison 2019/20 stand sie wieder bei Lada Toljatti unter Vertrag. Anschließend beendete sie ihre Karriere. Seit April 2021 ist sie bei ihrem ehemaligen Verein als Generaldirektorin tätig. Zusätzlich ist engagiert sie sich bei Lada Toljatti als Jugendtrainerin. Ab April 2025 bis zum Saisonende 2024/25 betreute sie übergangsweise die Damenmannschaft von Lada.
Irina Blisnowa triumphierte mit der Juniorinnen-Nationalmannschaft 2003 und 2004 bei der Europameisterschaft und 2005 bei der Weltmeisterschaft. Anschließend lief sie für die russische Nationalmannschaft auf. Mit Russland gewann die Linkshänderin 2005 im eigenen Land und 2007 in Frankreich die Weltmeisterschaft. 2006 gewann sie die Vize-Europameisterschaft in Schweden. Bei den Olympischen Spielen 2008 in China holte sie sich die Silbermedaille und wurde in das Allstar-Team gewählt. Im Sommer 2012 nahm sie an den Olympischen Spielen in London teil. Bei den Olympischen Spielen 2016 in Rio de Janeiro gewann sie die Goldmedaille.